# عقاب مرقط هندي
العقاب المرقط الهندي (الإسم العلمي Clanga hastata)(بالإنجليزية: Indian spotted eagle) هو طائر جارح ينتمي إلى فصيلة البازية و يعيش في جنوب غرب أسيا و الهند .

## وصف

### الحجم

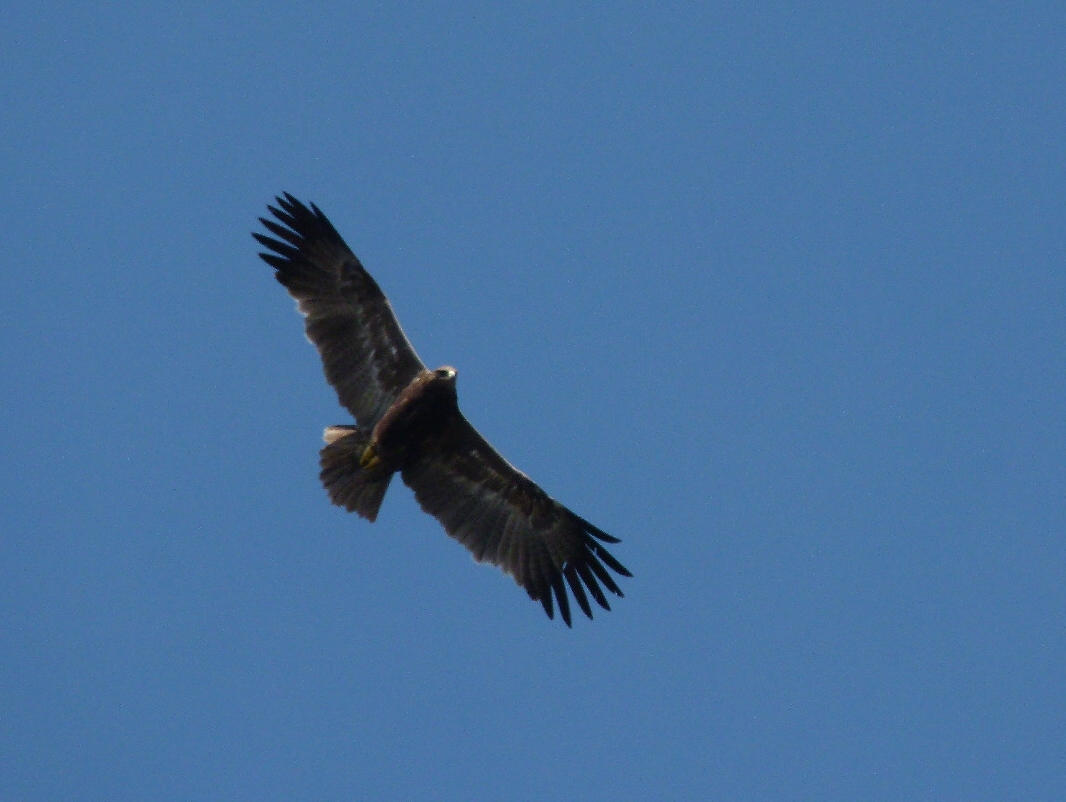
أثناء الطيران

طول العقاب المرقط الهندي يصل إلى 65 سم وطول الجناحين يصل إلى 155 سم و وزنه إلى 1.5 كيلوغرام .

### المظهر
رأسه عريض، وله منقار واسع, هذا النوع لديه لون بني أفتح بشكل عام مقارنة بأقاربه عقاب سعفاء كبرى وعقاب سعفاء صغرى ،و لون قزحية العين أغمق تجعل العيون تبدو أغمق من الريش (وليس العكس كما هو الحال في العقبان الشمالية المرقطة).

## الموطن
العقاب المرقط الهندي موطنه الأصلي في بنغلاديش والهند وميانمار ونيبال ، حيث يفضل الغابات الجافة شبه الاستوائية والاستوائية والمزارع والأراضي الصالحة للزراعة.يمكن رؤيته أحيانا في باكستان . في نيبال ، يقيم ويتكاثر في متنزهات شيتوان وبارديا الوطنية ، في محميات سوكلا فانتا وكوشي تابو للحياة البرية وفي بعض المناطق غير المحمية في تيراي . في الهند، يتم توزيعه لماما على سهول نهر الجانج ، في ما يصل الشرقي إلى مانيبور ، في ولاية ماديا براديش وجنوب ولاية أوريسا .